# Vasile Antoniu
Vasile Antoniu (n. 27 august 1942, Brăila, România) este un boxer român, dublu medaliat la Campionatele Europene⁠(d). A concurat la Jocurile Olimpice de vară din 1968 și la Jocurile Olimpice de vară din 1972.

## Carieră
A câștigat medalia de bronz la categoria semiușoară (până la 60 kg) la Campionatele Europene din 1965⁠(d) de la Berlin, fiind învins de polonezul Józef Grudzień în semifinale. La următoarele Campionate Europene din 1967⁠(d), de la Roma, a concurat la categoria ușoară (până la 63,5 kg) și a ajuns până în sferturile de finală, unde a pierdut în fața lui János Kajdi⁠(d) din Ungaria. A fost eliminat în a treia sa partidă la Jocurile Olimpice din 1968 de la Ciudad de México, după o înfrângere în fața cubanezului Enrique Regüeiferos⁠(d), care a pierdut apoi finala la categoria ușoară. Potrivit ziaristului Valentin Păunescu, corespondentul ziarului Scînteia, Antoniu a primit „în plină față lovituri care ar fi desfigurat și pe unul dintre acești idoli păgîni cu care este populat muzeul de antropologie al Mexicului” și a suferit o tăietură în arcadă de cel puțin 8 cm, în urma căreia arbitrul a oprit lupta. Păunescu a susținut că Regüeiferos a lovit de trei ori după ce arbitrul intervenise, fără să fie penalizat, dar a recunoscut totuși că adversarul era mai bun și că Antoniu „a făcut tot ceea ce a putut”, insistând să continue lupta, în ciuda faptului că fusese rănit. Antoniu a fost învins apoi în prima sa partidă la Campionatele Europene din 1969 de la București.
A concurat apoi din nou la categoria semiușoară. A câștigat medalia de argint la Campionatele Europene din 1971⁠(d) de la Madrid, după ce l-a învins pe ungurul László Orbán⁠(d) în semifinală și a pierdut în fața polonezului Jan Szczepański⁠(d) în finală. A fost eliminat în a doua sa partidă la Jocurile Olimpice din 1972 de la München.
Vasile Antoniu a fost campionul României la categoria semiușoară în 1965, 1966, 1971 și 1972 și la categoria ușoară în 1968 și 1969, precum și medaliat cu bronz la categoria pană (până la 57 kg) în 1963 și la categoria ușoară în 1967 și 1970. A fost component al clubului sportiv Dinamo București al Ministerului Afacerilor Interne și a deținut gradul de sergent major (în 1968).

## Distincții
- Medalia „Meritul Sportiv” clasa I (8 mai 1968) „pentru contribuția deosebită adusă la dezvoltarea mișcării de cultură fizică și sport și pentru merite deosebite în activitatea sportivă de performanță, cu prilejul împlinirii a 20 de ani de la înființarea Clubului sportiv «Dinamo»-București al Ministerului Afacerilor Interne”[18]